# Онга (Мађарска)
Онга (мађ. Onga) је историјски град у северној Мађарској, у жупанији Боршод-Абауј-Земплен (Borsod-Abaúj-Zemplén). Удаљен је 10 километара од Мишколца, главног града регије.

## Историја
Ово подручје је насељено још од праисторије, о чему сведоче налази из бронзаног доба. Онга се први пут помиње 1222. године. Године 1588. Турци су је спалили, али је убрзо обновљен. Село је много страдало у турско време и током  Ракоцијеве буне, а поново је почело да се развија у 18. веку. Становништво је живело углавном од земљорадње.
У 19. веку развој је убрзан, захваљујући железници и близини седишта жупаније. Повећан је број људи који су радили у индустрији. После Другог светског рата развој је наставио да се убрзава. Године 1950. село Очаналош је припојено Онги.
Дана 4. јуна 2011. године свечано је отворена рунска табла са називом места.
На препоруку министра државне управе и правде добио је титулу града 15. јула 2013. године.

## Популација
Промене у броју становника насеља по годинама:
Године 2001. 83% становништва насеља се изјаснило као Мађари, 17% Роми.
Током пописа 2011. године, 93,9% становника се изјаснило као Мађари, 20,3% као Роми, а 0,2% као Немци (6,1% се није изјаснило, због двојног држављанства, укупан број може бити већи од 100%). 
Верска дистрибуција је била следећа: римокатолици 40,2%, реформисани 22,5%, гркокатолици 4,7%, лутерани 0,7%, неденоминациони 8,9% (21,8% се није изјаснило).